# Месси (фильм, 2014)
«Месси» — документальный фильм режиссёра Алекса Де ла Иглесиа, выпущенный в 2014 году. В фильме рассказывается о восхождении аргентинского футболиста «Барселоны» Лионеля Месси.

## Производство
Этот фильм фокусируется на аргентинском футболисте Лионеле Месси, начиная с его юности в Росарио до того, как он стал одним из величайших игроков в мире в составе «Барселоны». Фильм также показывает другого аргентинского футболиста Хорхе Вальдано, обсуждающего качества Месси с легендой «Барселоны» Йоханом Кройфом и бывшим тренером сборной Аргентины Сесаром Луисом Менотти. При создании фильма Иглесиа сказал, что на него повлияли «Гражданин Кейн» Орсона Уэллса и «Бродвей Дэнни Роуз» Вуди Аллена. Фильм был спродюсирован при помощи компании Mediapro.

## Отзывы
После премьеры фильма на Венецианском кинофестивале в 2014 году, Эндрю Баркер из Variety написал, что «фильм хорошо снят и очень бойко смонтирован», а также позитивно отметил решение постройки повествования на обсуждении фигуры футболиста от знакомых с ним людей, а не личном рассказе.